# هانك أليسون
هانك أليسون (بالإنجليزية: Hank Allison)‏ هو لاعب كرة قدم أمريكية أمريكي، ولد في 11 فبراير 1947 في ستيفنسون في الولايات المتحدة.

## وصلات خارجية
- هانك أليسون على موقع مرجع كرة القدم المحترفة.كوم (الإنجليزية)